# Ivan Hoflund
Ivan Hoflund, född 18 oktober 1887 i Bäckebo församling, Kalmar län, död 8 augusti 1948 i Kalmar domkyrkoförsamling, Kalmar län, var en svensk målare och tecknare. 

## Biografi
Hoflund, som var son till kyrkoherden i Gärdslösa på Öland Erik Hoflund och Therese Hultcrantz, är en av de kända ölandskonstnärerna. Han var först verksam som konservator och deltog i arbetet vid Strängnäs domkyrkas restaurering. Han studerade vid Konsthögskolan 1908-1913 och bedrev därefter studier i Danmark, Holland, Tyskland, Österrike, Italien och Tunisien. Han influerades från början av Gauguins expressionism men också av Ivar Arosenius, Ivan Aguéli och Olof Sager-Nelson. Från tiden i Nederländerna tog han intryck av de klassiska mästarna där. 1918 hade han en gemensam utställning med Einar Forseth och Ragnar Fridell. Motivmässigt är hans landskapsmåleri eljest präglat av Öland och Småland. Han är också uppmärksammad som tecknare, med en rik produktion. Som monumentalmålare har han gjort flera altartavlor till kyrkor, bland annat i Böda kyrka på Öland, och väggmålningar i Borgholms realskola och på Lindöskolan i Kalmar. Hoflund är representerad vid bland annat Kalmar läns museum, Kalmar konstmuseum och Moderna museet.
En minnessten över honom av Ivar Jonsson och Arvid Källström restes 1962 vid hans barndomshem, Långlöts prästgård på östra Öland. Han är gravsatt i Gärdslösa.

### Fotnoter
1. 1 2 3 4  Sveriges dödbok 1830–2020, åttonde utgåvan, Sveriges Släktforskarförbund, november 2021, läst: 18 augusti 2023.[källa från Wikidata]
2. ↑  Kalmar läns museum
3. ↑  ”Kalmar konstmuseum”. Arkiverad från originalet den 2 december 2017. https://web.archive.org/web/20171202203158/http://konstdatabas.designarkivet.se/index.php/Detail/Object/Show/object_id/1281. Läst 2 december 2017.
4. ↑  ”Moderna museet”. Arkiverad från originalet den 3 december 2017. https://web.archive.org/web/20171203013816/http://sis.modernamuseet.se/view/objects/asimages/artist$00405805?t:state:flow=a45dc7ad-731a-49b3-843d-ab3a0ea740b3. Läst 2 december 2017.